# Соловьёв, Иван Владимирович (Герой Советского Союза)
Ива́н Влади́мирович Соловьёв (4 февраля 1908 — 12 декабря 1971) — советский офицер, командир 132-й стрелковой дивизии в Великой Отечественной войне. Герой Советского Союза (6.04.1945). Полковник (1943). После войны служил в органах МВД СССР, комиссар милиции 2-го ранга (1959).

## Биография
Родился 22 января (4 февраля) 1908 в деревне Дятлово ныне Кувшиновского района Тверской области. В 1926 году окончил курсы пропагандистов при Тверском губернском комитете ВКП(б), после чего работал ответственным секретарем волостных комитетов комсомола в ряде сел Новоторжского уезда, с 1928 года — председателем правления рабочего кооператива и секретарем горсовета в городе Торжок, с 1929 года — заместителем председателя Торжокского райисполкома. В 1930 году работал на Балтийском заводе, учился в Ленинградском комвузе.
В Красной Армии с октября 1930 года. Член ВКП(б) с 1930 года. Служил курсантом в команде одногодичников при 1-м стрелковом полку Московской Пролетарской стрелковой дивизии Московского военного округа (Москва). Окончил эту команду в октябре 1931 года, после чего был уволен в запас. Переехал в Ленинград, работал в Володарском районном совете Осоавиахима в должности военкома отдела боевой подготовки.
В сентябре 1932 года был принят на службу в органы ОГПУ СССР на должность помощника инспектора отдела кадров уполномоченного представительства ОГПУ в Ленинградском округе. В мае 1933 года переведён на службу в пограничные войска ОГПУ (с 1934 года НКВД СССР): помощник начальника пограничной заставы, начальника штаба пограничной комендатуры, комендант пограничного участка в 5-м Сестрорецком пограничном отряде Ленинградского пограничного округа. С июня 1938 года служил в аппарате Главного управления пограничных и внутренних войск НКВД СССР в Москве — инспектор 3-го отделения оперативного отдела, с ноября — исполняющий должность младшего помощника начальника 1-го отделения отдела службы пограничных войск, с марта 1939 — старший помощник начальника 1-го отделения 1-го отдела Главного управления пограничных войск НКВД СССР. Без отрыва от службы в 1937 году окончил Высшую пограничную школу НКВД в Москве. С июня 1940 года — начальник 24-го Прутского пограничного отряда войск НКВД Молдавской ССР.
Великую Отечественную войну встретил в этой должности в звании майора. С началом боевых действий и отходом войск от границы пограничный отряд был передан в подчинение начальнику охраны тыла Южного фронта, а 5 ноября 1941 года переформирован в 24-й пограничный полк НКВД по охране тыла Южного фронта. Участвовал в оборонительной операции в Молдавии, в Тираспольско-Мелитопольской и Донбасско-Ростовской оборонительных операциях, в Ростовской наступательной операции. В августе 1941 года получил сильную контузию в бою.
В мае 1942 года был направлен на учёбу в Военную академию РККА имени М. В. Фрунзе, которая тогда действовала в Ташкенте, в сентябре окончил её ускоренный курс. Был направлен в Свердловск, где формировалась Отдельная армия НКВД, там его назначили заместителем начальника оперативного отдела по вспомогательному пункту управления (ВПУ) штаба армии. После завершения формирования прибыл в январе 1943 года с армией на фронт, где 7 февраля 1943 года армия была передана из НКВД в состав Красной армии и получила наименование 70-я армия. 18 февраля армия вошла в Центральный фронт и участвовала в Севской наступательной операции. С марта 1943 года подполковник И. В. Соловьев полтора года был начальником штаба 175-й Уральской стрелковой дивизии 70-й армии. С 5 по 14 июля участвовал в оборонительном сражении на северном фасе Курской дуги, затем участвовал в Орловской наступательной операции, с 22 августа — в составе 48-й армии в Черниговско-Припятской наступательной операции и в битве за Днепр, в ноябре — в Гомельско-Речицкой наступательной операции, в марте-апреле 1944 года в составе 47-й армии 2-го Белорусского фронта — в Полесской наступательной операции, затем на 1-м Белорусском фронте — в Люблин-Брестской наступательной операции и в тяжёлых боях осени 1944 года за освобождение Праги (предместья Варшавы).
С 18 октября 1944 года командовал 132-й стрелковой дивизией (129-й стрелковый корпус, 47-я армия, 1-й Белорусский фронт). Во главе этой дивизии полковник И. В. Соловьев проявил исключительное мужество в ходе Висло-Одерской наступательной операции. С 15 по 19 января 1945 года дивизия прорвала несколько рубежей строившейся полгода обороны противника у городов Яблонна и Легьоново в Польше, форсировала сходу реку Висла и прошла с боями до 80 километров. Отличные действия дивизии способствовали успеху всей армии при освобождении Варшавы. Затем за полмесяца дивизия с боями прошла на запад почти 400 километров, форсировала реку Бзура и прорвала построенный по её берегам оборонительный рубеж, к началу февраля вышла на рубеж реки Одер. Противнику был нанесён большой урон. Только в боях на Варшавском направлении 15-19 января частями дивизии уничтожено около 1500 солдат и офицеров врага, захвачено до 800 пленных и до 60 артиллерийских орудий, 30 миномётов, много иного вооружения и боевой техники.
За образцовое выполнение боевых заданий командования на фронте борьбы с немецкими захватчиками и проявленные при этом отвагу и геройство указом Президиума Верховного Совета СССР от 6 апреля 1945 года полковнику Ивану Владимировичу Соловьёву присвоено звание Героя Советского Союза с вручением ордена Ленина и медали «Золотая звезда».
В завершающие месяцы войны успешно командовал дивизией в Восточно-Померанской и в Берлинской наступательных операциях.
После войны продолжал командовать этой же дивизией, которая в феврале 1946 года из Германии была переведена в Харьковский военный округ.
В августе 1946 года переведён из Советской армии в МВД СССР, в ноябре этого года назначен начальником Управления пограничных войск МВД Литовского округа. Участвовал в операциях против «лесных братьев». В 1947 году направлен в Ленинград и назначен заместителем начальника Управления внутренних дел Ленинградского облисполкома, а в 1949 году — начальником Управления внутренних дел Ленинградского Горисполкома. Возглавляя Ленинградскую милицию, много сделал для улучшения её деятельности и для укрепления её связи с населением. В 1950-е годы Ленинградская милиция постоянно признавалась одной из передовых по всему СССР. В апреле 1960 года комиссар милиции 2-го ранга И. В. Соловьёв был снят с должности из-за несогласия с расформированием общесоюзного Министерства внутренних дел СССР, в июне — уволен в отставку. Жил в Ленинграде, вёл активную общественную работу. Судья всесоюзной категории по мотоспорту (1952).
Похоронен на Серафимовском кладбище (Коммунистическая площадка).

## Награды
СССР
- Медаль «Золотая Звезда» Героя Советского Союза № 5705 (06.04.1945);
- орден Ленина (06.04.1945);
- два ордена Красного Знамени (20.08.1943; 23.05.1952);
- Орден Суворова II степени (29.05.1945);
- орден Отечественной войны I степени (20.02.1944);
- орден Трудового Красного Знамени (21.06.1957);
- два ордена Красной Звезды (14.02.1941; 02.05.1946);
- медали в том числе:
  - Медаль «За боевые заслуги» (03.11.1944);
  - Медаль «За оборону Одессы» (1944);
  - Медаль «За Победу над Германией в Великой Отечественной войне 1941-1945 гг.» (1945);
  - Медаль «За взятие Берлина» (1945);
  - Медаль «За освобождение Варшавы» (1945).

Иностранные награды
- Орден «Легион почёта» (??.06.1945, США);
- орден «Virtuti militari» III класса (ПНР);
- крест Храбрых (24.04.1946, ПНР);
- медаль «За Варшаву 1939—1945» (ПНР);
- медаль «За Одру, Нису и Балтику» (ПНР).

## Сочинения
- Соловьев И. В. Будни милиции. — Ленинград: Лениздат, 1962.[4]